# Droisy (Eure)
Droisy ist eine französische Gemeinde mit 459 Einwohnern (Stand: 1. Januar 2022) im Département Eure in der Region Normandie. Sie gehört zum Arrondissement Évreux und zum Kanton Verneuil d’Avre et d’Iton. Die Einwohner werden Droiséens und Droiséennes genannt.

## Geographie
Droisy liegt an der Grenze zum Département Eure-et-Loir, etwa 20 Kilometer nordwestlich von Dreux. Umgeben wird Droisy von den Nachbargemeinden Mesnils-sur-Iton im Westen und Norden, Marcilly-la-Campagne im Nordosten, La Madeleine-de-Nonancourt im Osten und Südosten, Dampierre-sur-Avre und Acon im Süden sowie Breux-sur-Avre im Südwesten.

## Bevölkerungsentwicklung
| Jahr                       | 1962 | 1968 | 1975 | 1982 | 1990 | 1999 | 2008 | 2020 |
| Einwohner                  | 216  | 156  | 213  | 241  | 328  | 344  | 399  | 458  |
| Quellen: Cassini und INSEE |      |      |      |      |      |      |      |      |

## Sehenswürdigkeiten
- Kirche Saint-Martin
- Kirche Saint-Pierre im Weiler Panlatte
- Kapelle Notre-Dame im Weiler Notre-Dame-des-Puits

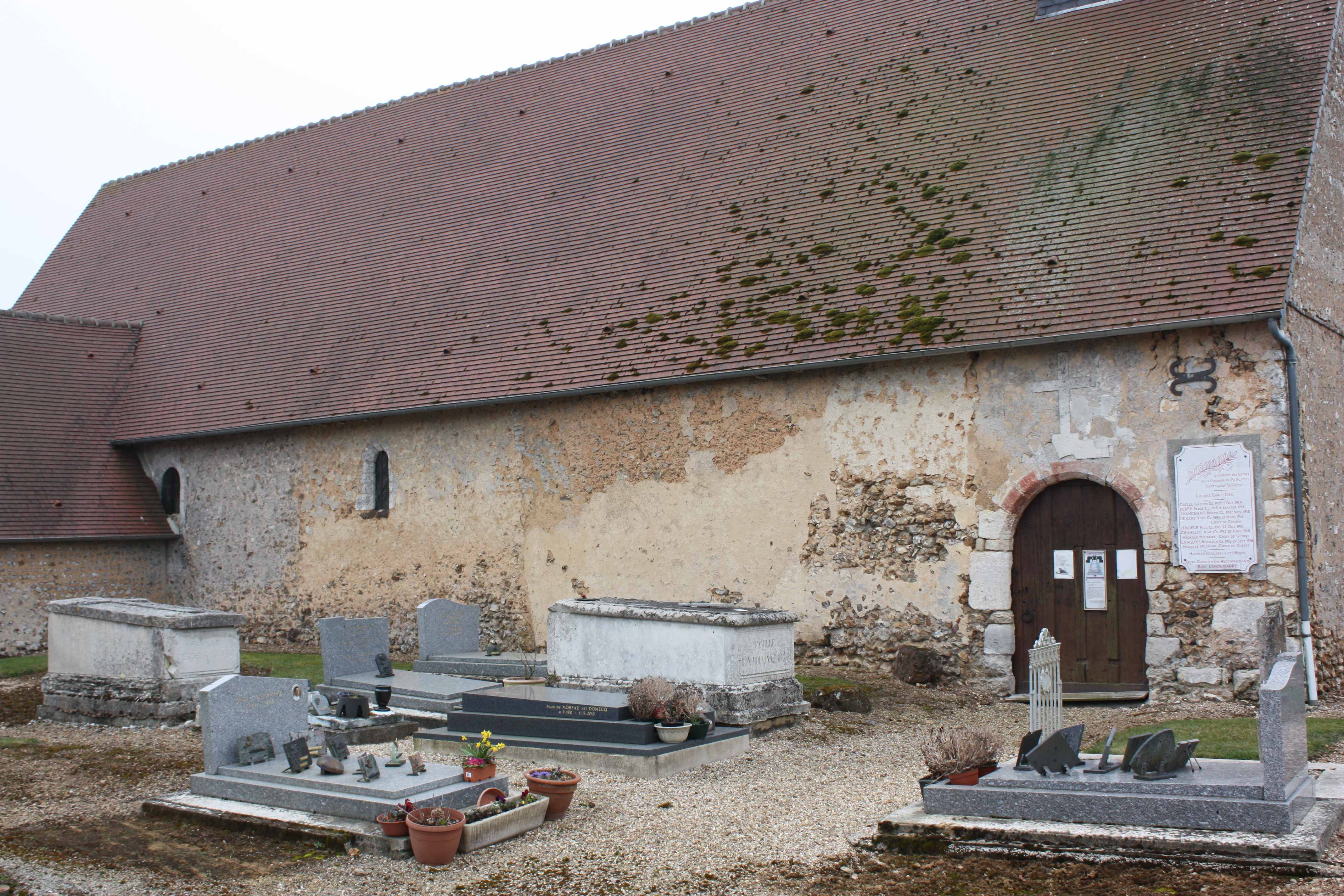
Kirche Saint-Pierre
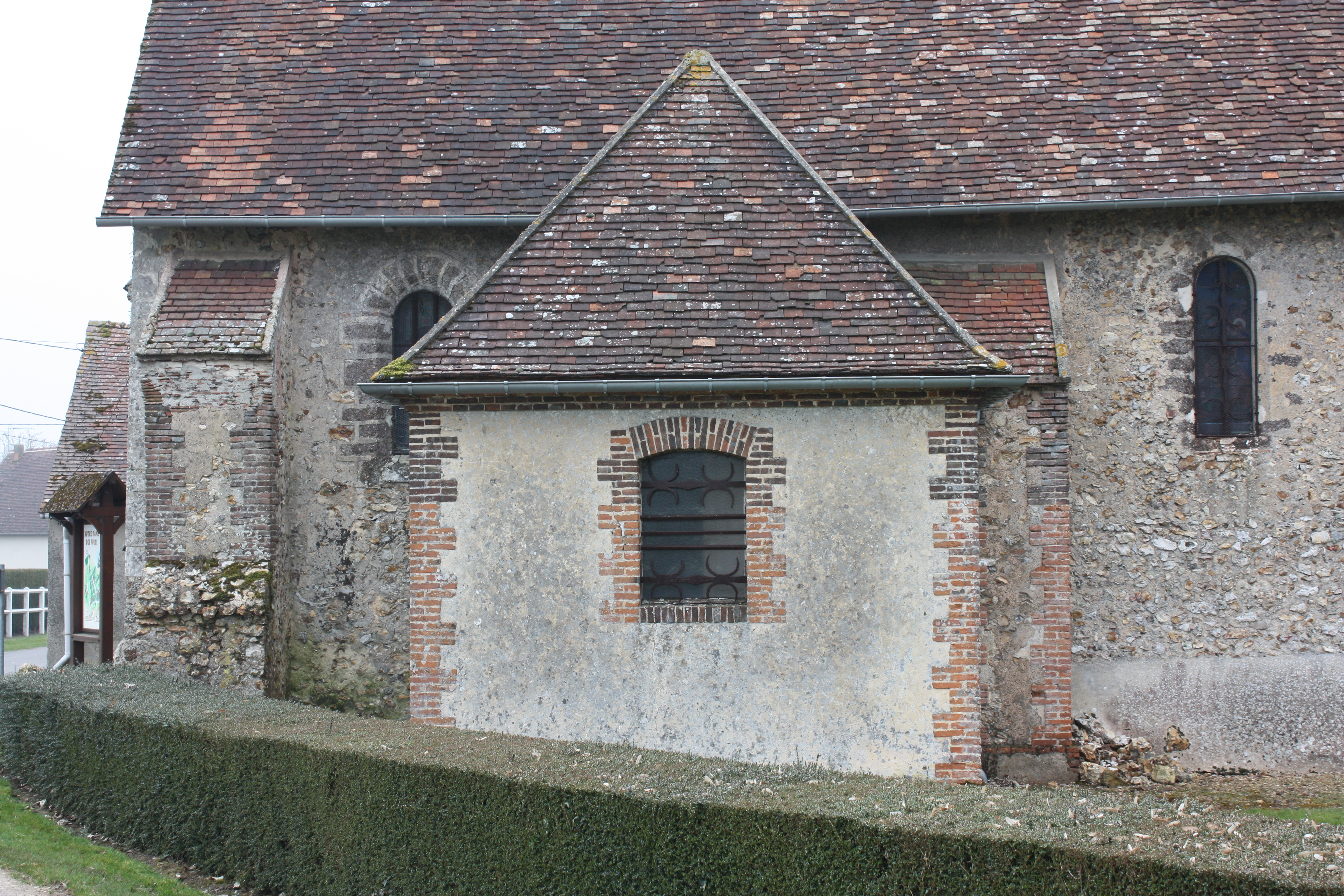
Kapelle Notre-Dame